# 卡桑德拉·安琪莉
卡桑德拉·安琪莉，昵称Cassie，是一名印度尼西亚女演员兼模特。代表作有2020年印度尼西亚连续剧。2021年12月31日，印尼警方召开记者会公布一项卖春案。涉案人士中，简称为「CA」的公众人物经在场媒体确认后证实为卡桑德拉·安琪莉。安琪莉在30日晚被逮捕后声称自己因为疫情影响到工作，逼于无奈之下才会选择下海卖淫。